# کسکد لکس (اورگن)
کسکد لکس (به انگلیسی: Cascade Locks) شهری در شهرستان لین ایالت اورگن است و در سرشماری سال ۲۰۱۱ میلادی، ۱٬۱۶۱ نفر جمعیت داشته که نسبت به سال ۲۰۱۰، ۱٫۸۴ درصد رشد جمعیت داشته‌است.